# Juan Ferreras
Juan (de) Ferreras y García (La Bañeza, provincia de León, 1 de junio de 1652 - Madrid, 8 de junio de 1735) fue un religioso y erudito español.

## Biografía
Hijo de Antonio de Ferreras y de Antonia García de la Cruz, fue el primogénito de una familia numerosa, cuyos judaicos orígenes se remontaban a unos sefardíes huidos a Portugal y retornados a Castilla. Estos orígenes le hicieron estudiar discontinuamente en numerosas universidades y vivir en diferentes ciudades, así como no optar a los puestos que verdaderamente correspondían a su gran capacidad, para los que se exigía un estatuto de limpieza de sangre, al menos hasta que encontró la poderosa protección del marqués de Mondéjar y sobre todo del cardenal Portocarrero. 
Cursó sus estudios en La Bañeza y en el colegio de la Compañía de Jesús de Monforte de Lemos, supervisado por un tío paterno que era abad de Viana del Bollo en los tres años que anduvo allí; estudió filosofía con los frailes dominicos del monasterio de Trianos de Villamol y teología en Valladolid (1667-1672) con el dominico Francisco Pérez de la Serna, y en Salamanca, donde leyó sobre todo a teólogos jesuitas y escotistas que lo marcaron fuertemente. 
En 1676 ya era sacerdote y obtuvo por oposición la parroquia de Santiago en Talavera de la Reina; pero su clima húmedo y caluroso le causó problemas de salud; pasó pues en 1681 a Albares (Guadalajara), y en 1685 a Camarma de Esteruelas, cerca de Alcalá de Henares, lo que aprovechó para proseguir estudios; permaneció allí doce años. Comienza por entonces la protección del cardenal Portocarrero, que lo nombrará su confesor, y es destinado a Madrid, donde en 1697 se hizo cargo de la iglesia de San Pedro y en 1701 de la de San Andrés. Durante su estancia en Guadalajara ya había conocido a Gaspar Ibáñez de Segovia, marqués in uxore de Mondéjar, de cuya gran erudición y magnífica biblioteca se benefició y fue discípulo. 
Ya confesor del poderoso cardenal Portocarrero, fue como él un proborbónico ardiente durante la guerra de sucesión española; además, examinador sinodal del arzobispado de Madrid, calificador del consejo de la Inquisición; examinador y teólogo del Tribunal de la Nunciatura, visitador de librerías y secretario y otros cargos en el Venerable Cabildo de Curas y Beneficiados de Madrid. Fue designado asimismo obispo electo de Monopoli en el reino de Nápoles y de Zamora, pero renunció a ambas diócesis quizá a causa de sus raíces judaicas, aunque él alegaba haberlo hecho para poder tener tiempo "para escribir su Historia". Estos cargos no aumentaban su patrimonio: presumía de vivir con lo que heredó de sus padres.
Habiendo acumulado una profunda erudición, en 1713 fue, tras Juan Manuel Fernández Pacheco y Zúñiga (1650-1725), marqués de Villena, a cuya tertulia pertenecía, el principal entre los promotores y fundadores de la Real Academia Española y en 1715 fue nombrado bibliotecario mayor de la recién inaugurada Biblioteca Real, en sustitución del fallecido Gabriel Álvarez de Toledo, empleo que desempeñó hasta su muerte. Uno de los candidatos, Manuel Martí, deán de Alicante, promovido por el novator Gregorio Mayáns y Siscar, quedó sin embargo desairado, seguramente por los vínculos austracistas de Mayáns, si bien lo que le dio más réditos a Ferreras al respecto fue el apoyo y amistad de los jesuitas, en particular del otro bibliotecario, el jesuita francés Guillaume Daubenton.
En el curso de este trabajo, prepararon la legislación y Estatutos de la Biblioteca Real, sancionados por el Rey el 2 de enero de 1716, y lograron un presupuesto gracias a una tasa o impuesto sobre el tabaco; reunió para formar el fondo de la que sería futura Biblioteca Nacional de España gran número de incunables, raros y prohibidos, muchos de ellos conseguidos en el extranjero burlando la mano censora de la Inquisición, de la que él mismo formaba parte; también recurrió a la confiscación de bibliotecas, como la de Francisco de Miranda y algunas más, compró la de Ignacio Suárez de Guevara, del duque de Híjar, y aceptó donaciones como la de Adrán de Connique, sobrino de Nicolás Antonio; incluso él mismo vendió 144 manuscritos propios y ajenos, los más valiosos adquiridos a Juan Lucas Cortés. Exigió el cumplimiento estricto del depósito legal en favor de la Real Biblioteca, establecido por Real Cédula de 26 de julio de 1716 y dio un gran impulso a la catalogación, contratando además como bibliotecarios a eruditos como Juan de Iriarte. Aún tuvo tiempo de trabajar activamente en la confección del Diccionario de autoridades de la Academia.
Fuera de obras teológicas sin gran importancia, dejó escrita una ambiciosa obra histórica en 16 volúmenes (más otro de cronología e índices), titulada al principio Synopsis histórica-chronologica de España (1700-1727) y más tarde Historia de España, novedosa por relatar la historia del reino como única o nacional (la "unión nacional de todos") en sus elementos comunes, que identifica con la religión, hasta finales del siglo XVI y dentro de los presupuestos críticos racionalistas y antitradicionalistas de la preilustración o novatores, por lo que, al igual que Enrique Flórez, intenta "limpiar de fábulas y ficciones" la Historia de España, y usar "autores seguros y de buena fee", por lo que desprecia los falsos cronicones, entre ellos el de Dextro, las fantasías mentirosas de Annio de Viterbo y las fuentes apócrifas de Florián de Ocampo o Gregorio de Argáiz; es más, se atrevió a desmentir la llegada de Santiago a España, su intervención en la batalla de Clavijo, las milagrosas fundaciones del Pilar de Zaragoza y del monasterio de San Millán, y redujo la importancia de El Cid, dejando la hipotética existencia de Tubal como la de un nombre o mito sin más, aunque cometió algún error de bulto, como atribuir el descubrimiento de América a Américo Vespucio.
Todo esto le suscitó no pocas animadversiones (entre los benedictinos; los jesuitas sin embargo lo defendían), pero lo que realmente le dio no pocos quebraderos de cabeza fue haber desacreditado la aparición de la Virgen María en el Pilar de Zaragoza; la polvareda levantada lo motivó, para acallar el escándalo, a incluir en la parte sexta de su Historia una “Justa satisfacción a queja injusta” en la que aclaraba que no rechazaba una piadosa tradición oral, sino que exponía que no era verdad dogmática ni históricamente demostrada; eso aún agitó más la tormenta y justificó un Decreto de 8 de marzo de 1720 que la Inquisición hizo sancionar al mismísimo Felipe V y obligaba a Ferreras a retirar del volumen la “Justa satisfacción...”. Esto provocó en el autor una fuerte "melancolía", que expresó en unos Latidos de la conciencia..., sin año.
Esta obra se tradujo al francés completa enriquecida con notas históricas y críticas bajo el título de Histoire Générale d'Espagne... (París: Gisset, G. Osmont, etc., 1742-1751, 10 vols.) por Vaquette d' Hermilly y al alemán (Algemeine Historie von Spanien, Halle: Gebauer, 1754-1772, 13 vols.). Blas Nasarre publicó un Elogio histórico de Don Juan de Ferreras (Madrid: Imprenta de la Real Academia Española, 1735).
La Synopsis o Historia de España contiene en "Apéndice" obras tan raras y preciosas como la medieval Crónica de Sampiro, entre otras, y el jesuita Juan Francisco Masdeu llegó incluso a compararlo con Juan de Mariana, y en efecto era el empeño historiográfico más ambicioso y moderno desde el que emprendió el gran talaverano. Ferreras tuvo, sin embargo, implacables censores y adversarios, como el cronista de Castilla Luis de Salazar y Castro en La crisis ferrérica (Zaragoza, 1720), a la que siguieron Anti-defensa de don Luis de Salazar y continuación de la crisis ferrérica (mismo lugar y año) y sobre todo, ocultando su nombre, Reparos históricos sobre los doce primeros años del tomo VII de la Historia del Dr. D. Juan de Ferreras: con los suplimientos precisos para su claridad, y inteligencia (Alcalá de Henares, 1723), donde lo acusaba más o menos de novator y de querer destruir las tradiciones históricas de los españoles; también el racionero zaragozano Cristóbal Fuertes Núñez, Breve desengaño crítico de la Historia de España de Ferreras (1720). Fueron especialmente prolijos contra él los benedictinos, como fray Diego Mecolaeta o el abad benedictino del monasterio de Arlanza fray Diego Martínez de Cisneros, quien publicó un Anti-Ferreras. Desagravios de Fernán González, conde soberano de Castilla y fundador de el Monasterio de San Pedro de Arlanza benedictino... (Madrid: Lorenzo Francisco, 1724). En el mismo sentido escribió el también benedictino Francisco de Berganza su Ferreras convencido con crítico desengaño en el tribunal de los doctos (Madrid, 1729). Hay que mencionar también la Alegación apologética contra el licenciado Dn. Juan de Ferreras… sobre su impertinente duda, de si Sn. Pedro Pasqual Martyr, y Obispo de Jaen fue religioso, desvanecida con sólidos fundamentos de fray Manuel Mariano Ribera
Por otra parte, se conserva el manuscrito de una Historia de España del siglo XVII o continuación de la de Juan Ferreras redactada por un tal Cipriano Moscoso.

## Ediciones
- Sermon en la fiesta del grande Obispo [...] San Francisco de Sales celebrada en el [...] Colegio de la Visitacion de N. S. del Real Militar Sagrado Orden de los RR. PP. Mercedarios Descalzos Redencion de Cautiuos, dia 21 de Marzo 1691. Predicole el Sr. Dr. D. Iuan de Ferreras [...]; y la saca a luz el Dr. D. Antonio Manuel Ignacio de Lodeña [...], s. l., 1691
- De fide theologica: disputationes scholasticae, iuxta mentem & doctrinam theologorum saecularis cleri, Compluti, 1692
- Synopsis historica-cronológica de España [...] formada de los Autores seguros, y de buena fee..., [a partir del t. III: Historia de España], Madrid, Francisco de Villa-Diego, 1700-1727, 16 vols. y uno más con la cronología, sumario e índices.
  - Parte primera que comprehende sus sucessos desde la Creación del Mundo, hasta el Nacimiento de Jesu Christo Nuestro Señor, y Redemptor
  - Parte segunda. Comprehende los sucessos de los primeros quatro siglos christianos
  - Parte tercera. Comprehende los sucesos de los siglos V, VI y VII
  - Parte quarta. Comprehende los sucesos de los siglos VIII, IX y X
  - Parte quinta. Comprehende los sucesos de los siglos XI y XII
  - Parte sexta. Contiene los sucesos del siglo XIII
  - Parte séptima. Contiene los sucesos del siglo XIV
  - Parte octava. Contiene los sucesos del siglo XIV
  - Parte novena. Contiene los sucesos del siglo XV
  - Parte décima. Contiene los sucesos del siglo XV
  - Parte undécima. Contiene los sucesos del siglo XV
  - Parte duodécima. Contiene los sucesos del siglo XVI
  - Parte decimatercia. Contiene los sucesos del siglo XVI
  - Parte decimaquarta. Contiene los sucesos del siglo XVI
  - Parte decimoquinta. Contiene los sucesos del siglo XVI
  - Parte decimosexta. Apéndice
  - Índices (todavía en 1791 se reimprimió el sumario cronológico que acompañaba los dieciséis volúmenes de la edición anterior en la imprenta de la viuda de Joaquín Ibarra).
- Dissertatio de predicatione Evangelii in Hispania per S. Apostolum Jacobum Zebedaeum, s. l., 1705 pero 1713.
- Dissertatio apologetica de predicatione S. Apostoli Jacobi Zebaedei in Hispania, defensa de la obra anterior.
- Dissertación de el monacato de San Millán de la Cogolla, Madrid, 1726
- Desagravios de la vergüenza contra las imposturas de la venganza, Salamanca, 1729
- Disputationes theologicae de Deo ultimo hominis fine, Matriti, 1735
- Parenesis ad Galliarum Parochos, Matriti, Homilias de N. SS. P. Clemente XI, latino-españolas, Madrid, 1705.
- Disputationes theologicae de Deo uno et trino primoque rerum omnium creatore, Matriti, typis Ioannis Stunicae, 1735, 2 vols.
- Vida de Nuestra Señora María Santísima, Virgen y Madre de Dios, conforme a las Santas Escrituras, Santos Padres y lo más conveniente,  Madrid: imprenta de Manuel Román, s. a.
- Desengaño Cathólico, Madrid, Francisco Monge.
- Desengaño Político, la Religión y la Honra, Madrid.
- Desengaño político, conveniencia e intereses
- Demonstración de la falsedad del instrumento, intitulado Fundacion del Mayorazgo del Maestre de Calatraba D. Pedro Téllez Girón.
- Quaestiones variae Theologico-Morales, manuscrito
- Annales ab Augusto ad annum 1700, manuscrito.
- Annales ab anno 1600 ad 1700, manuscrito.
- Relación de la fábrica de la Capilla de San Isidro Labrador de Madrid, manuscrito.
- Sobre el Vicariato del Estado de Siena, de orden del Rey, 1715, manuscrito.
- Sobre la sucesión de los varones descendientes de las hembras de la Casa de Medicis, de orden del Rey, 1716, manuscrito.
- Sobre la Monarchia de Sicilia, y protesta que se mandó hacer en Roma a Monseñor Molines, manuscrito.
- Sobre las Regalías en cosas Eclesiásticas, y remedios de algunos perjuicios y abusos, manuscrito.
- Sobre el derecho de Dezmar de algunos Curatos de Madrid, manuscrito.
- De ritu triumphandi.
- Assunto Academico de la Octava Rima en alabanza del Príncipe, después Rey Nuestro Señor Don Luis, aprobado por la Real Academia.
- La Paz de Augusto, Auto del Nacimiento del Hijo de Dios.
- Divertimento de Pasqua de Navidad: Obra en prosa y en verso.
- Apuntamientos para la Historia de España, manuscrito
- Controversias, manuscrito
- Latidos de la conciencia. Reflexiones christianas, Protesta de la fe de las Historias y última voluntad del doctor Ferreras, que haze ante todos los Reverendos Curas de la Villa de Madrid, estando para recibir el Viático, en la grave enfermedad a que le ha traído la melancolía por el pío, católico y religiosisimo Decreto de nuestro gran monarca Felipe Quinto (que Dios guarde), Madrid, s. a.
- Disputationes de Incarnatione et Gratia et sanctitate Christi (1732), manuscrito
- De Spe, manuscrito.
- De Charitate, manuscrito.
- Quaestiones variae Theologico-Scholasticae, manuscrito.
- Quaestiones variae Theologico-Morales, manuscrito.
- Expositio in quatuor libros Sententiarum magistri Petri Lombardi, 2 vols. manuscritos.
- De Deo Redemptore seu de incarnatione Verbi Dei disputationes theologicae, manuscrito.
- Sermones varios, manuscrito.
- Sobre la Bula de la Cruzada, manuscrito.
- Novena de San Francisco de Sales, manuscrito.
- Discurso sobre la Secta de Mahoma, manuscrito.
- Consultas sobre varias materias, manuscrito.